# Marie Besnier Beauvalot
Marie Besnier Beauvalot, née le 30 juillet 1980, est une femme d'affaires et milliardaire française. Elle est l'un des principaux actionnaires du groupe laitier et fromager Lactalis, fondé par son grand-père André Besnier et dont elle a hérité.

## Biographie
Marie Madeleine Yvonne Besnier naît en 1980 de Michel Besnier et Christiane Hallais. Son père a été chef de la direction de Lactalis, de 1955 à 2000. Son grand-père paternel, André Besnier, a fondé le groupe Besnier (devenu plus tard Lactalis) en 1933. Elle a deux frères : Emmanuel Besnier, président-directeur général de Lactalis, et Jean-Michel Besnier. Elle détient autant de parts du groupe que ses deux frères.
Marie Besnier a hérité de Lactalis avec ses frères en 2000. En 2023, elle faisait partie des 3 femmes les plus riches de France, avec une fortune estimée à 7,2 milliards d'euros. Elle n'exerce pas de fonction opérationnelle au sein de l'entreprise, mais siège au conseil de surveillance. Elle exerce le métier de designeuse.
Elle est mariée à Stéphane Beauvalot depuis 2008 et réside à Laval, en Mayenne.
Elle mène de façon discrète des actions philanthropiques, via notamment le fonds de dotation Milk for Good, qui a soutenu l'association La Source qui propose des ateliers d'arts pour l'Aide Sociale à l'Enfance, et a participé à la mise en place du premier centre d'oncologie pédiatrique intégré de France avec l'institut Curie.